# Liste des véhicules officiels du président des États-Unis
La liste des véhicules officiels du président des États-Unis énumère les véhicules officiels (terrestres, maritimes et aériens) des chefs d'État américains.

## Automobiles
- 1939 : Lincoln K-series (en) « Sunshine Special (en) », utilisée par Franklin D. Roosevelt.
- 1939 : Packard Twelve de Roosevelt.
- 1942 : Lincoln Custom (en), utilisée par Franklin D. Roosevelt et Harry Truman.
- 1950 : Lincoln Cosmopolitan, utilisée par Harry Truman, Dwight Eisenhower et John F. Kennedy. Actuellement exposé au musée Henry Ford, ce véhicule a été le premier à utiliser un auvent pare-balles, ajouté en 1954. La voiture est restée en service jusqu'en 1965.
- 1961 : Lincoln Continental SS-100-X (en), utilisée par John F. Kennedy. Actuellement exposé au musée Henry Ford, c'est à son bord que le président Kennedy a été assassiné.
- 1965 : Lincoln Continental, utilisée par Lyndon B. Johnson.
- 1969 : Lincoln Continental, utilisée par Richard Nixon.
- 1972 : Lincoln Continental, utilisée par Gerald Ford, Jimmy Carter et Ronald Reagan. Actuellement exposé au musée Henry Ford, il s'agit du véhicule du président lors de la tentative d'assassinat de Gerald Ford en 1975 puis de celle de Ronald Reagan en 1981.
- 1983 : Cadillac Fleetwood Brougham, utilisée par Ronald Reagan.
- 1989 : Lincoln Town Car, utilisée par George H.W. Bush.
- 1993 : Cadillac Fleetwood, utilisée par Bill Clinton. Elle est actuellement exposée à la bibliothèque présidentielle Clinton.
- 2001 : Cadillac DTS, utilisée par George W. Bush.
- 2005 : Cadillac DTS (en), utilisée par George W. Bush.
- 2009 : Cadillac One, utilisée par Barack Obama.
- 2009 : Chevrolet Suburban SUV blindé utilisé par Barack Obama et Donald Trump.
- 2011 : Ground Force One, bus blindé utilisé par Barack Obama.
- 2017 : Cadillac One, utilisée par Donald Trump
- 2018 : Cadillac CT6, utilisée par Donald Trump
- 2021 : Cadillac CT6, utilisée par Joe Biden

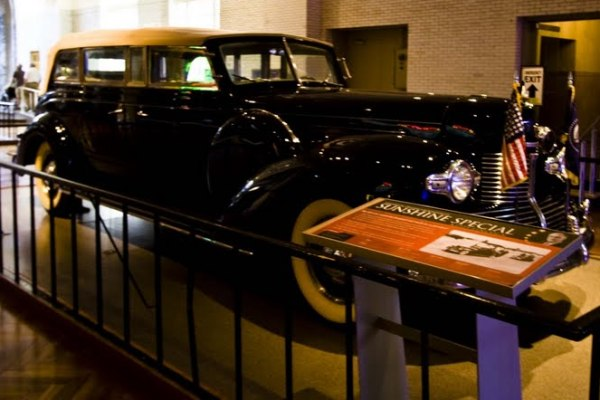
La Lincoln K Shunshine Special de Roosevelt.
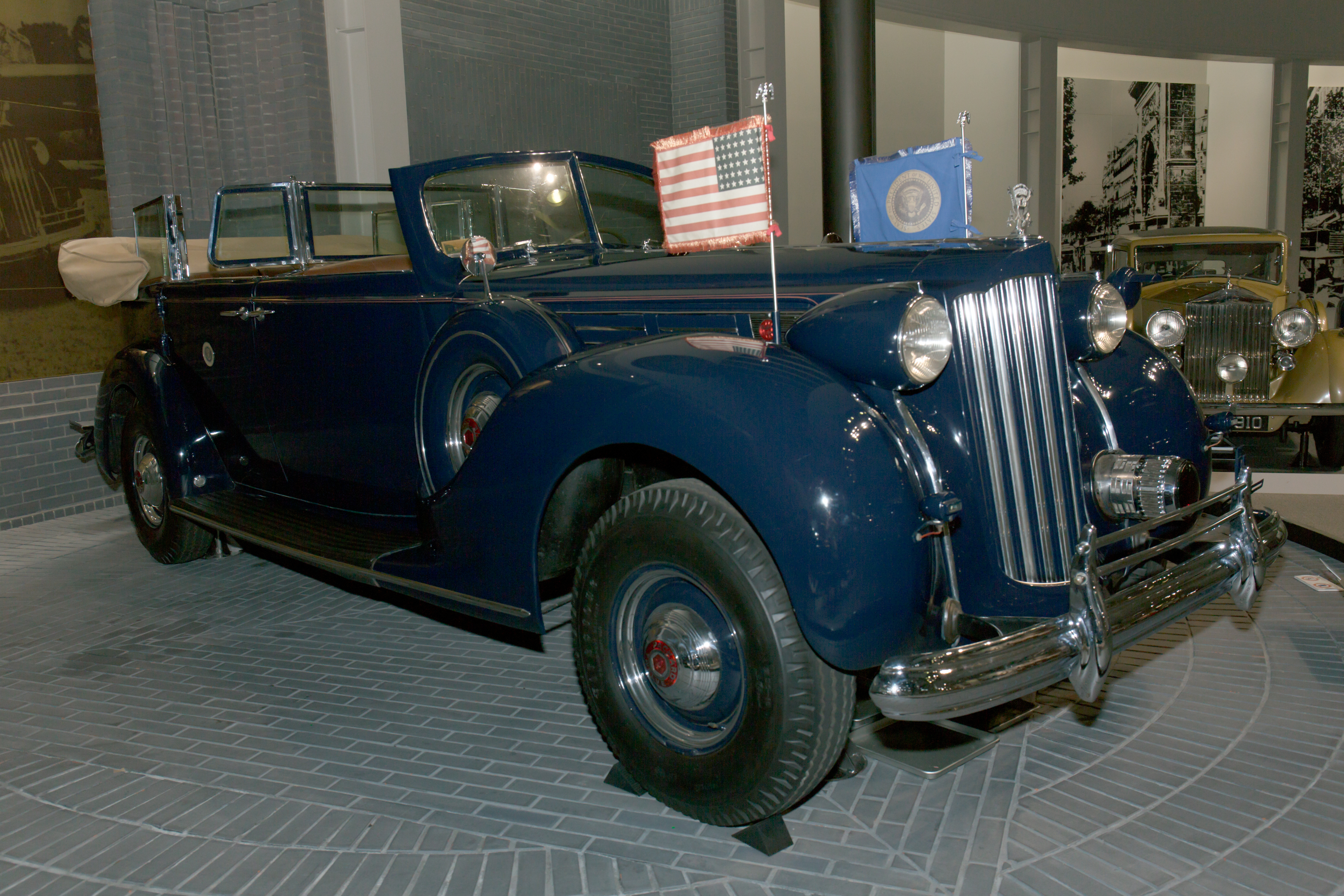
La Packard Twelve de Roosevelt.
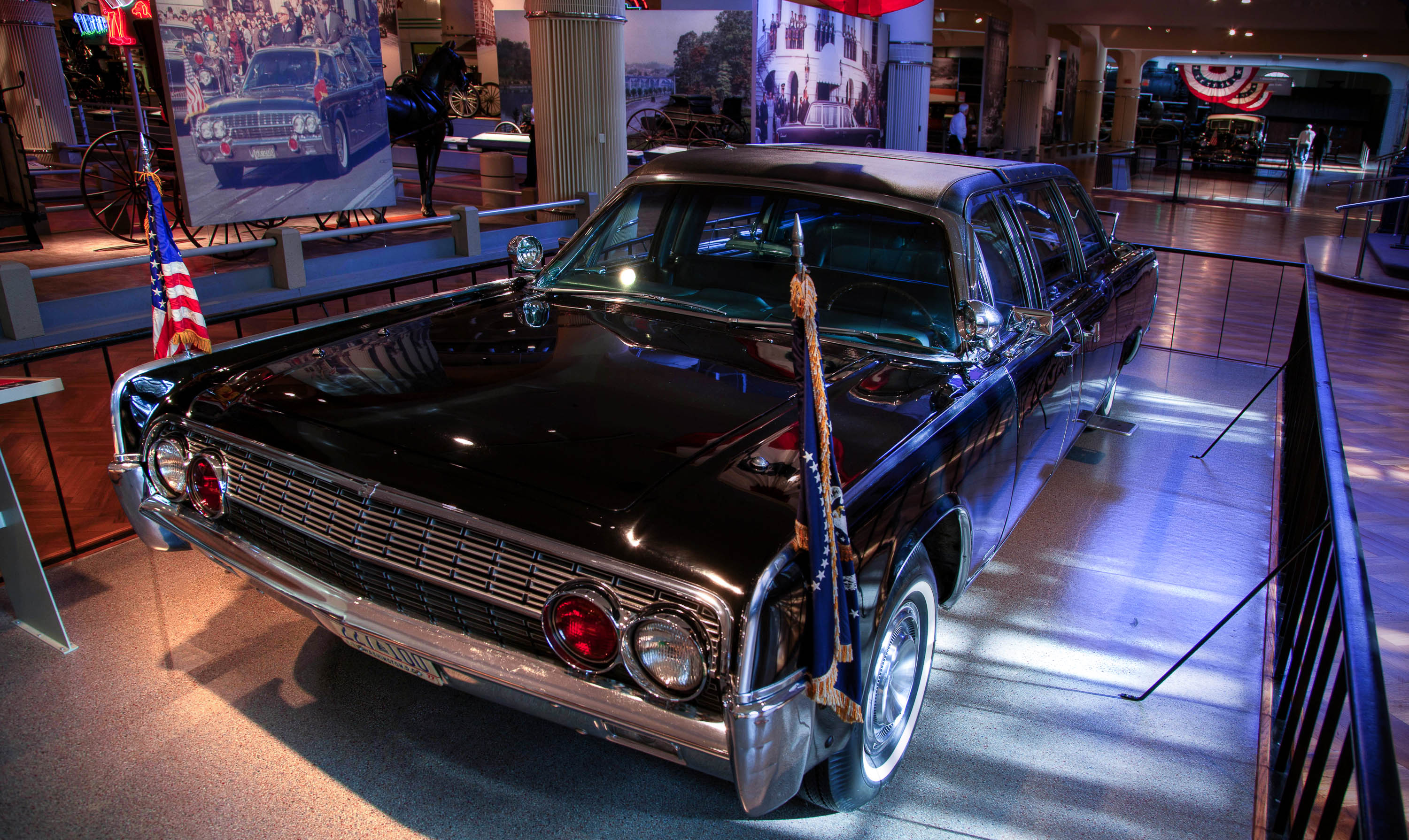
La Continental SS-100-X de Kennedy.
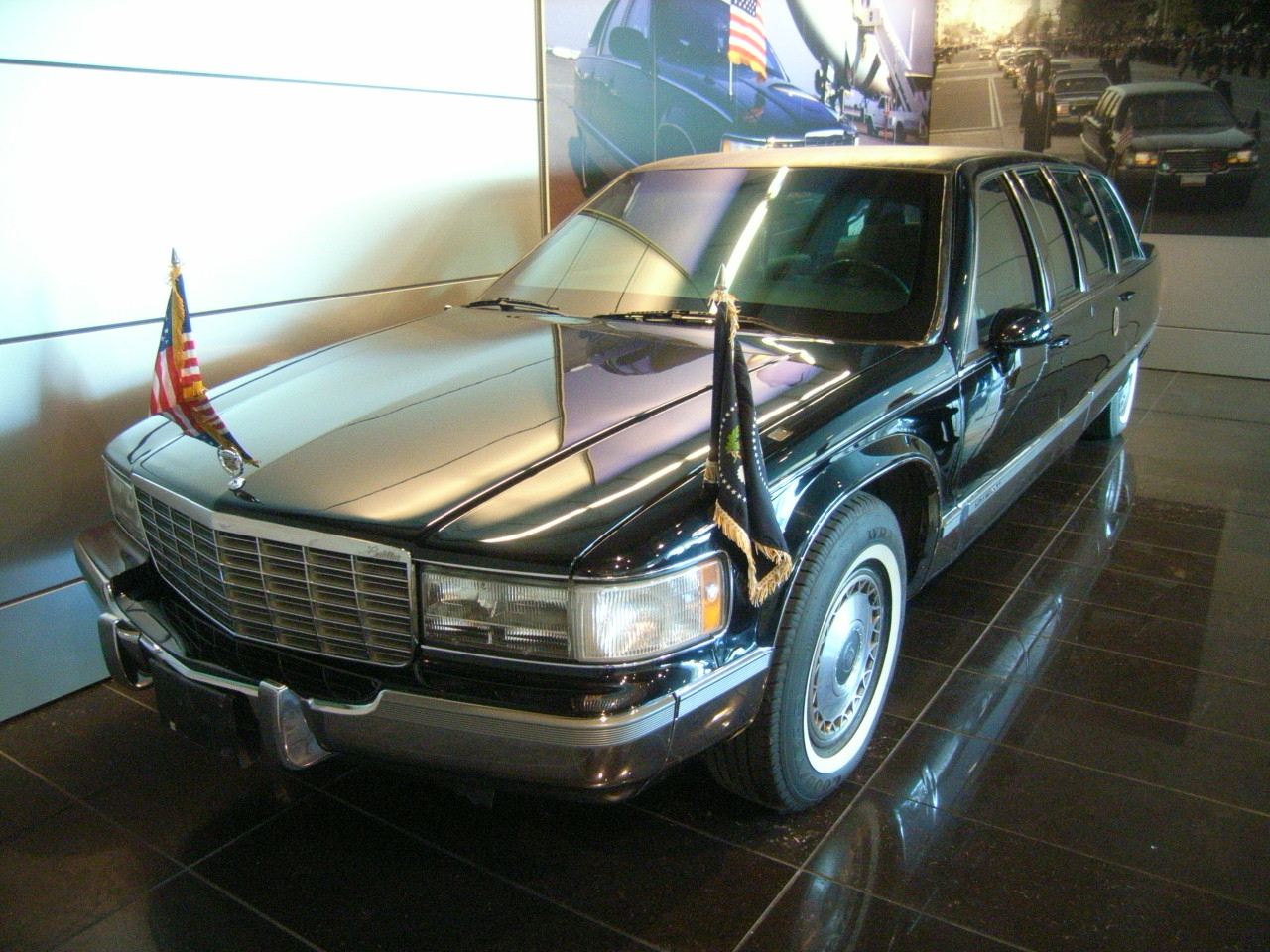
Cadillac Fleetwood de Bill Clinton
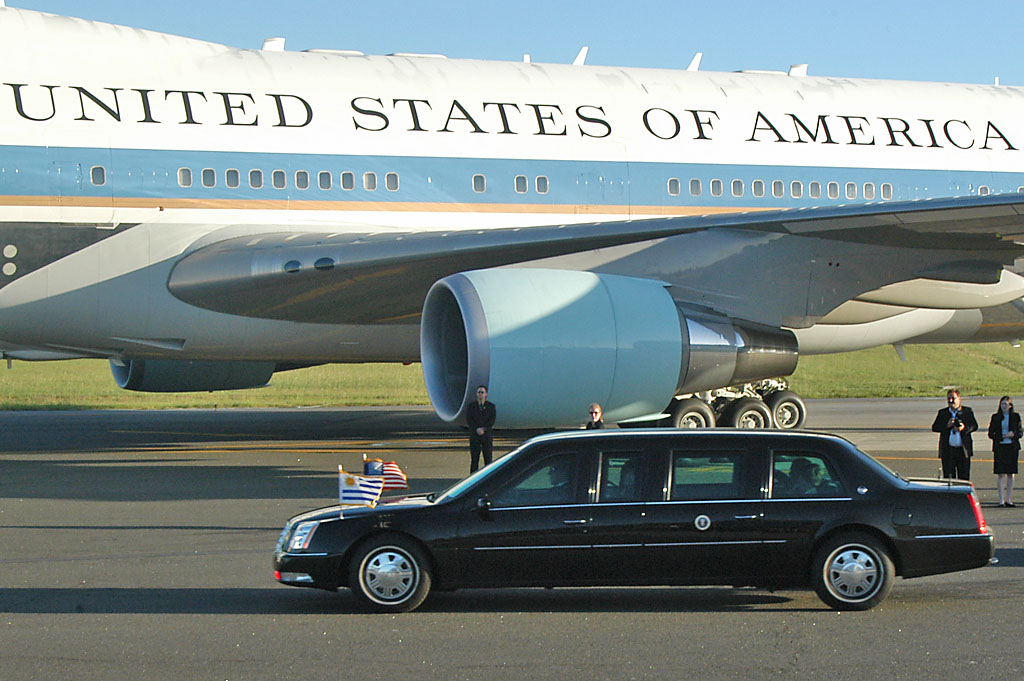
La Cadillac 2005 DTS de George W. Bush.
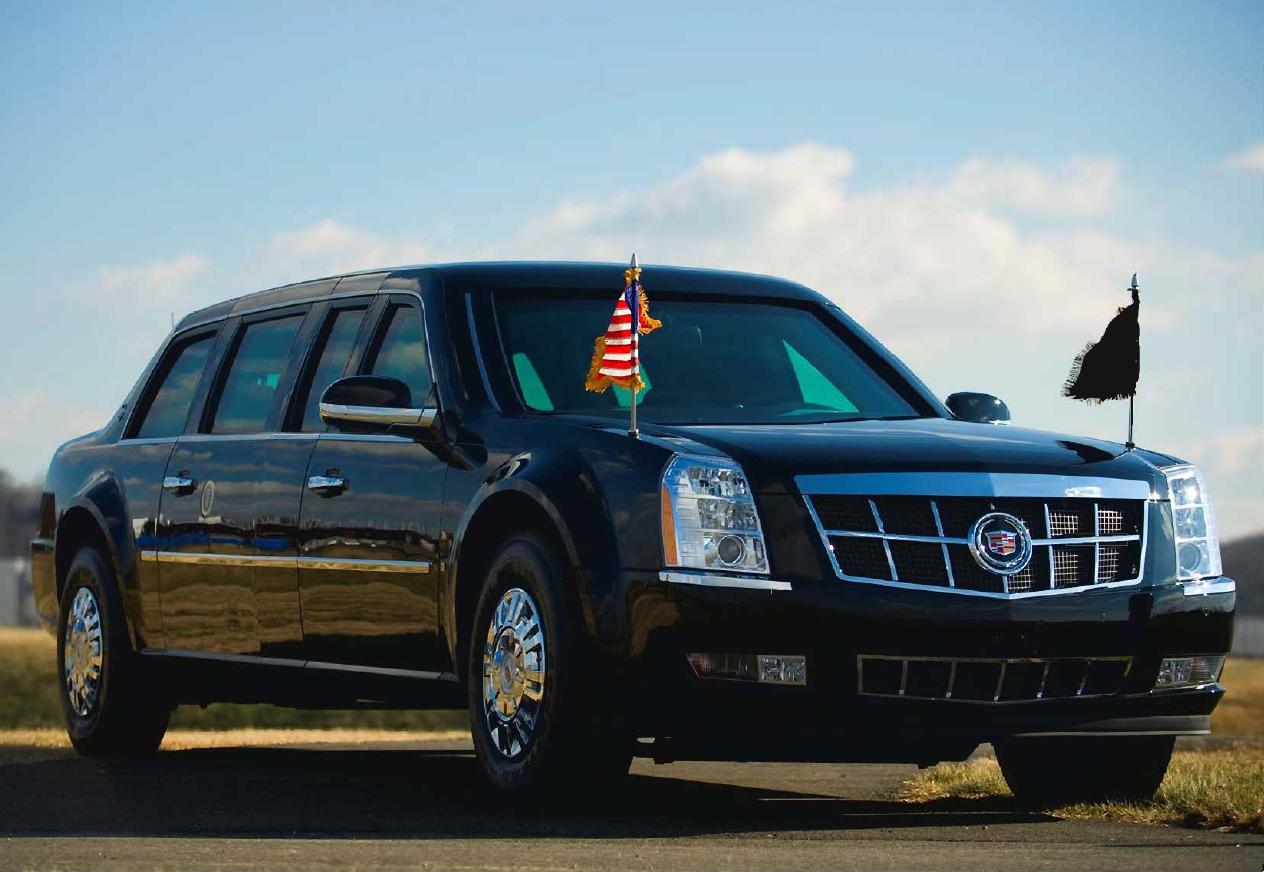
Cadillac One « The Beast »

## Yachts
- USS Despatch, de 1873 (environ) à 1891 ; perdu à cette dernière date.
- USS Dolphin, de 1897 à une date inconnue.
- USS Sylph, de 1902 à 1929.
- USS Mayflower, de 1905 à 1929 avec un courte interruption en 1906. Il a fini comme l'un des premiers patrouilleurs de la marine israélienne.
- USS Sequoia, de 1934 à 1936, puis au service du secrétaire à la Marine de 1936 à 1969, puis du président et des membres du Cabinet présidentiel de 1969 à 1977. Rénové et propriété privée à Washington, disponible à la location.
- USS Potomac, de 1936 à 1945. Actuellement musée flottant à Oakland, dans la baie de San Francisco.
- USS Williamsburg, de 1945 à 1953. Actuellement, à l'état d'épave à La Spezia, en Italie
- un yacht appelé successivement :
  - Lenore II par Harry S. Truman
  - Barbara Anne par Dwight D. Eisenhower
  - Honey Fitz par John F. Kennedy
  - Patricia par Richard Nixon ; vendu en 1970 à un industriel.
- S/Y Manitou, un navire des United States Coast Guard choisi par Kennedy en 1962 et vendu 1968 à la Harry Lundeburg School of Seamanship.

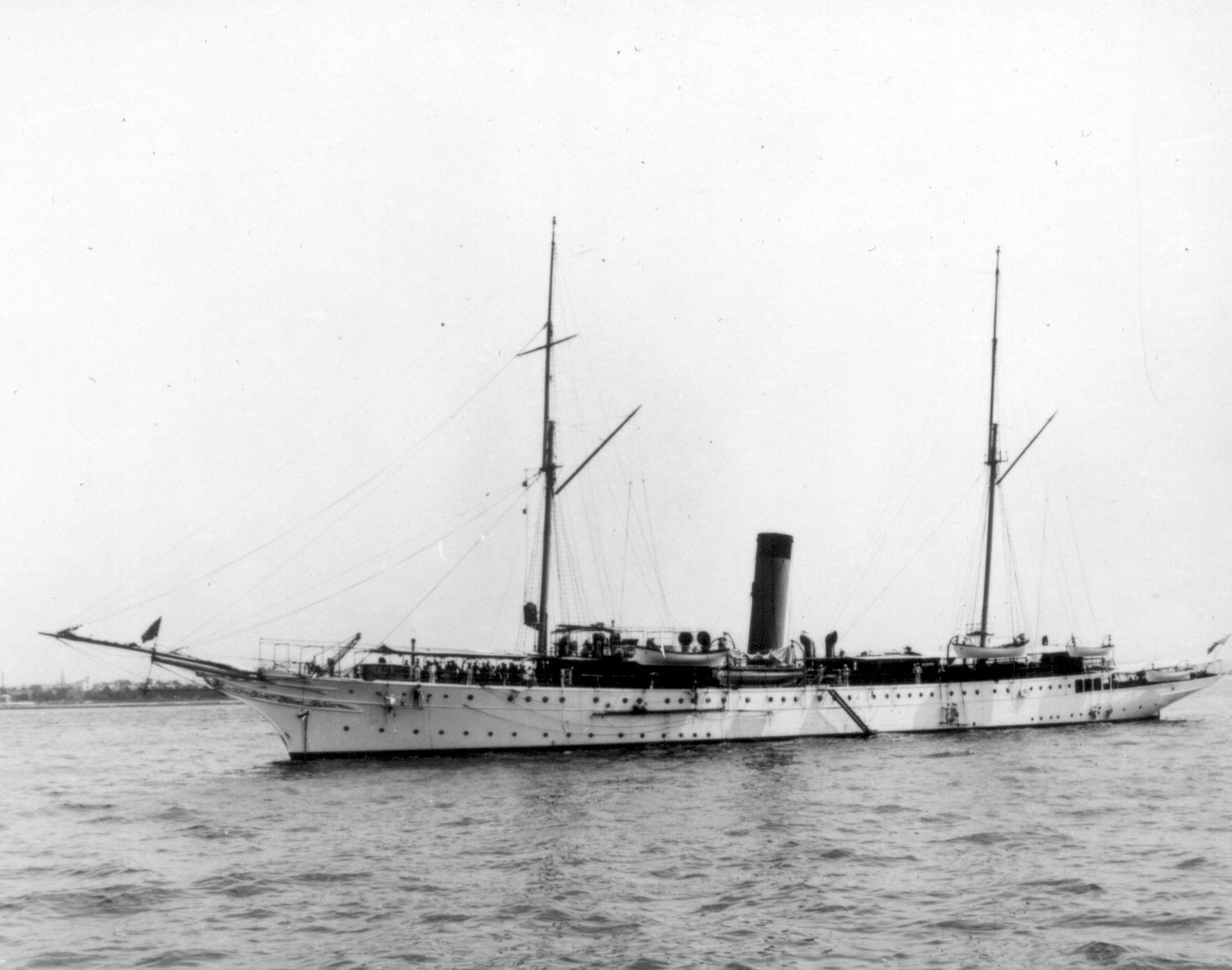
Le Mayflower en 1905.
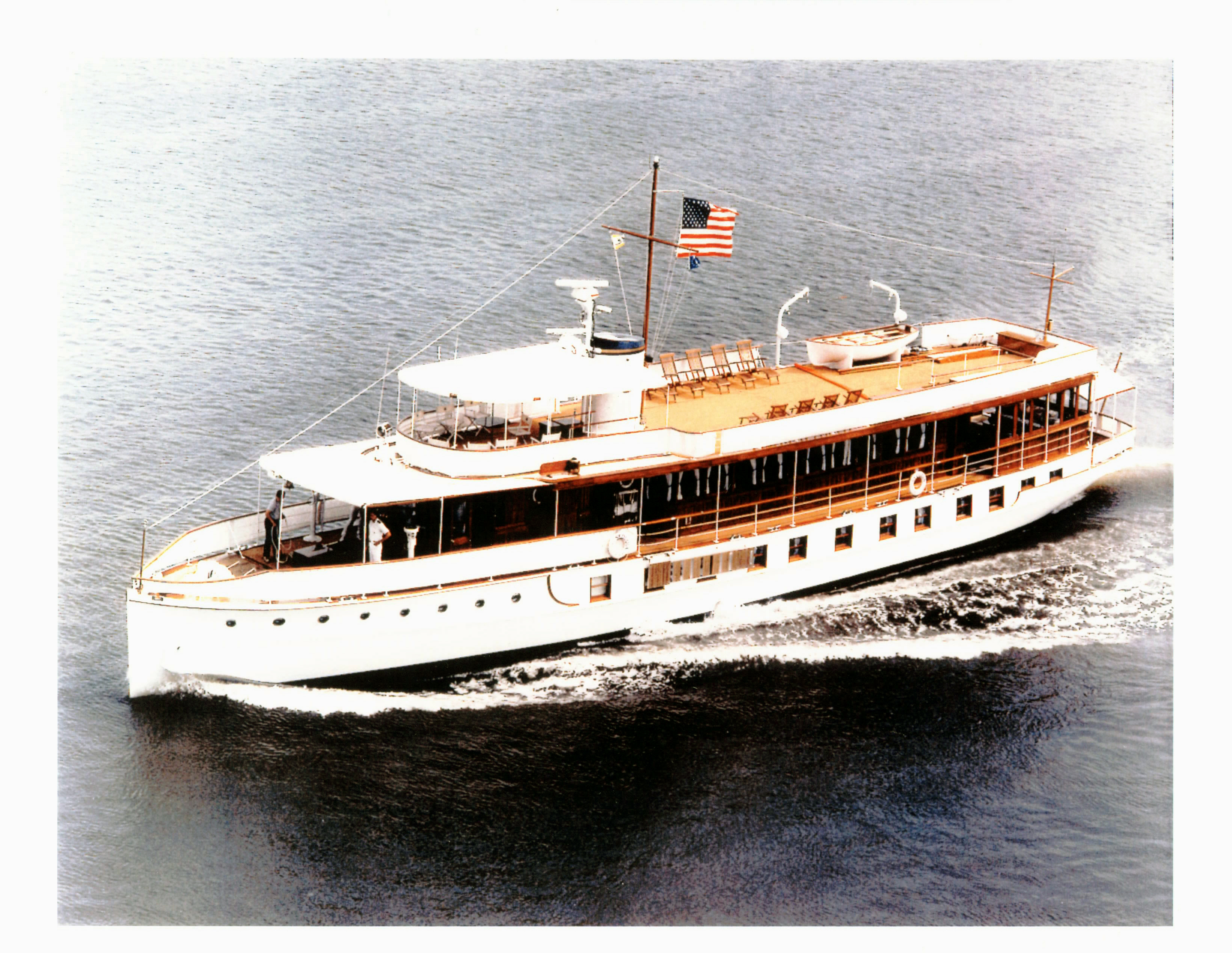
L'USS Sequoia.
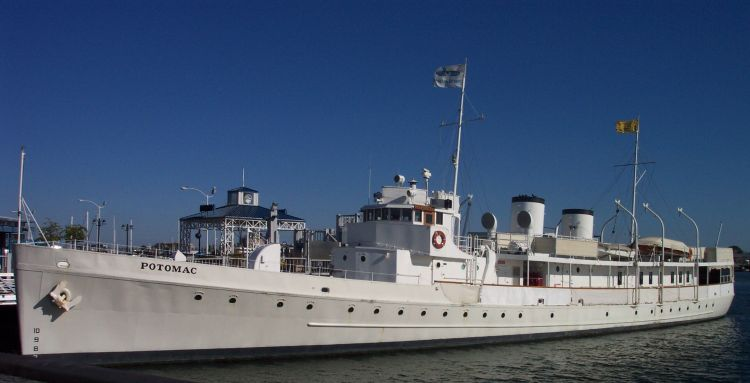
Le Potomac de nos jours sur un quai d'Oakland en Californie.
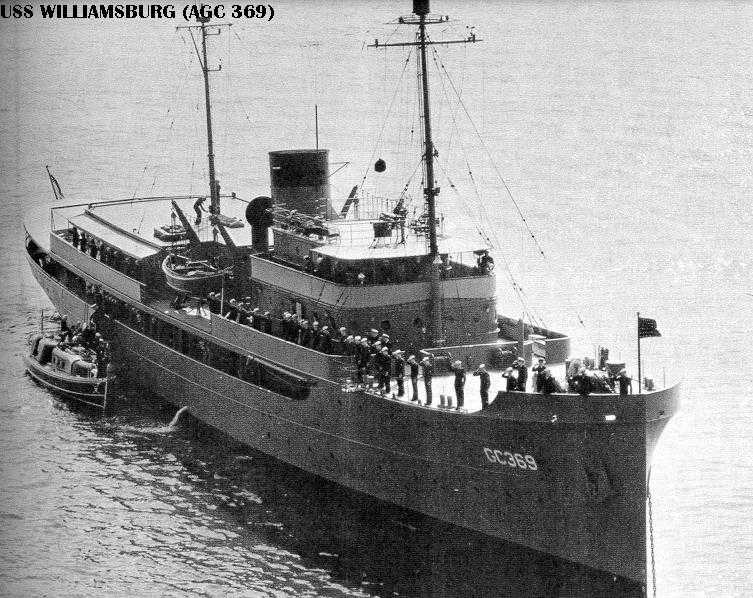
Le président Truman montant à bord du Williamsburg en 1946.

## Aéronefs
Les indicatifs de contrôle de la circulation aérienne suivants désignent un aéronef transportant le président. Ainsi Air Force One ou Marine One, désigneront tout aéronef respectivement de l'US Air Force ou du Corps des Marines dans lequel se trouve le président américain. Communément depuis 1990 ces indicatifs correspondent respectivement aux deux Boeing VC-25 (deux 747 militarisés) et aux hélicoptères Sikorsky (VH-3 Sea King, VH-60 Whitehawk, VH-92 Superhawk) destinés au transport présidentiel.
- Air Force One, l'avion présidentiel.
- Marine One, l'hélicoptère présidentiel.
- Army One, un hélicoptère dont la responsabilité est partagée avec le United States Marine Corps jusqu'en 1976, date à laquelle ce dernier en a entièrement la charge.
- Navy One. Ce terme a été utilisé une seule fois, en 2003, lorsqu'un Lockheed S-3 Viking a volé avec le président George W. Bush à son bord jusqu'au navire USS Abraham Lincoln.
- Coast Guard One. Cet indificatif n'a jamais été encore été utilisé, mais a été créé après que le vice-président Joe Biden utilisa un Coast Guard Two en 2009.
- Executive One, pour tout avion civil transportant le président.

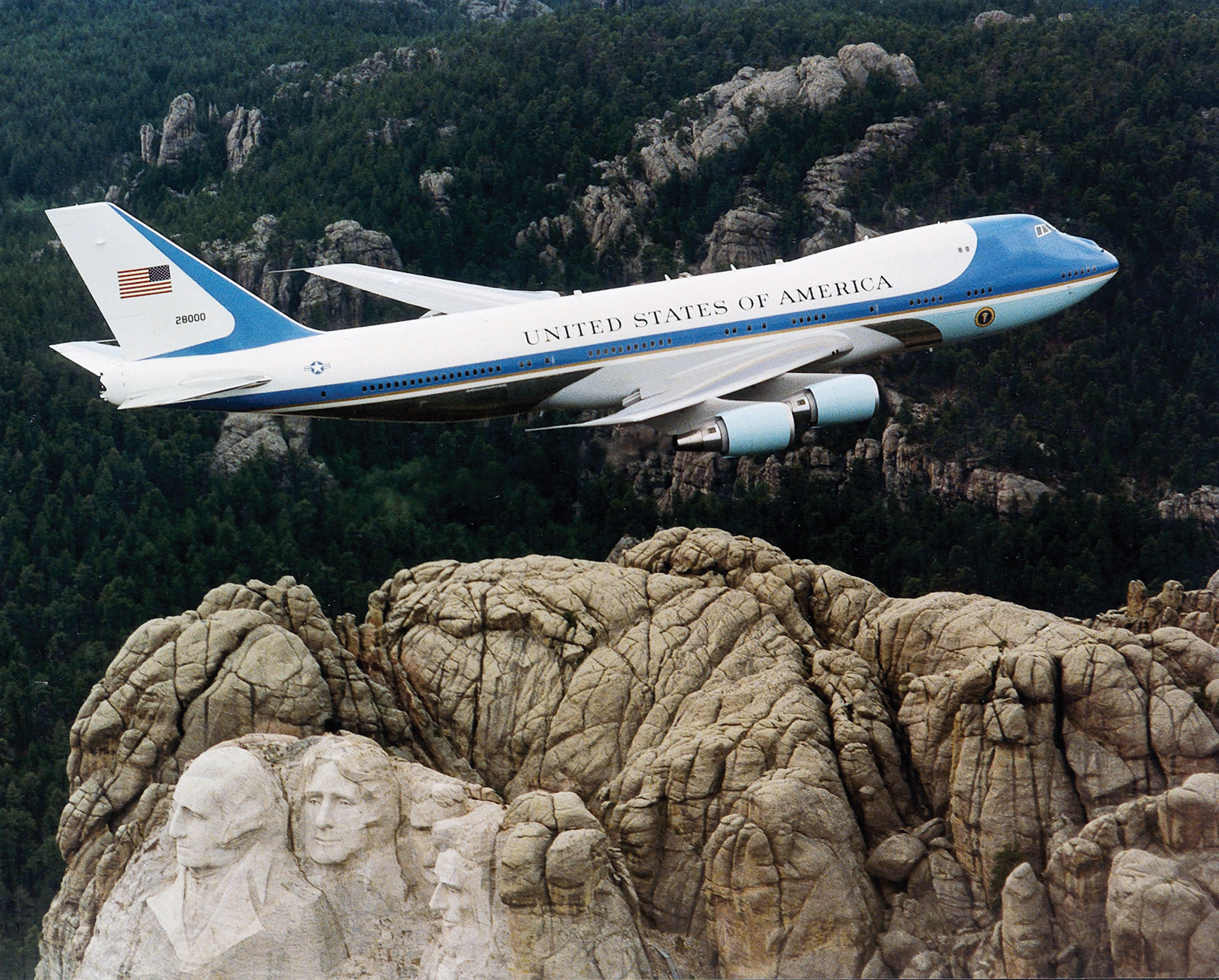
Air Force One survolant le mont Rushmore.
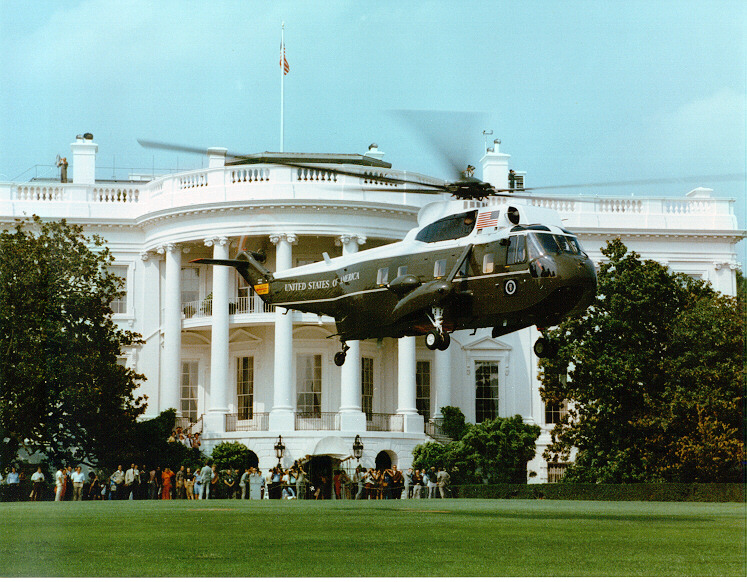
Marine One devant la Maison-Blanche.
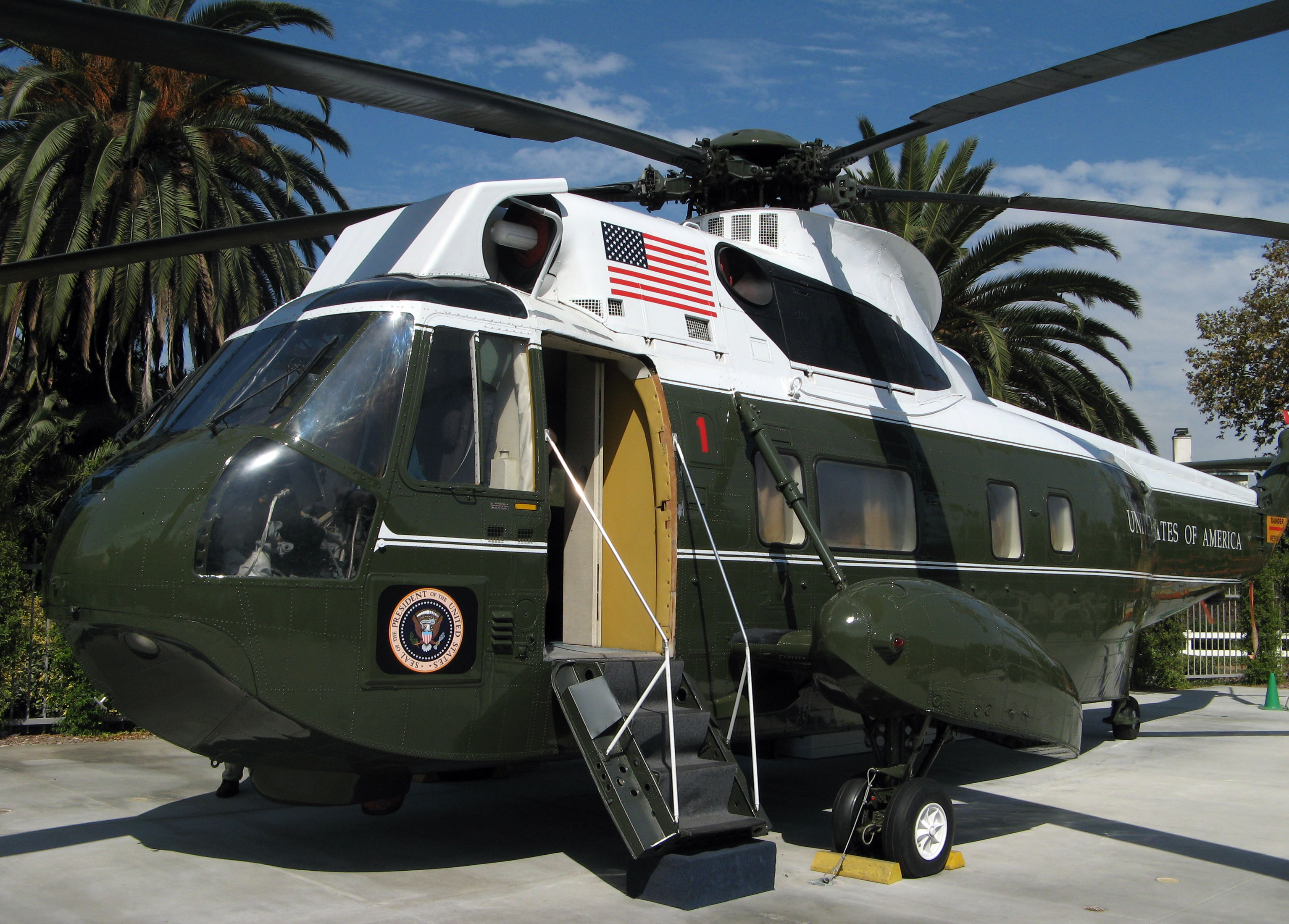
Army One.

## Trains

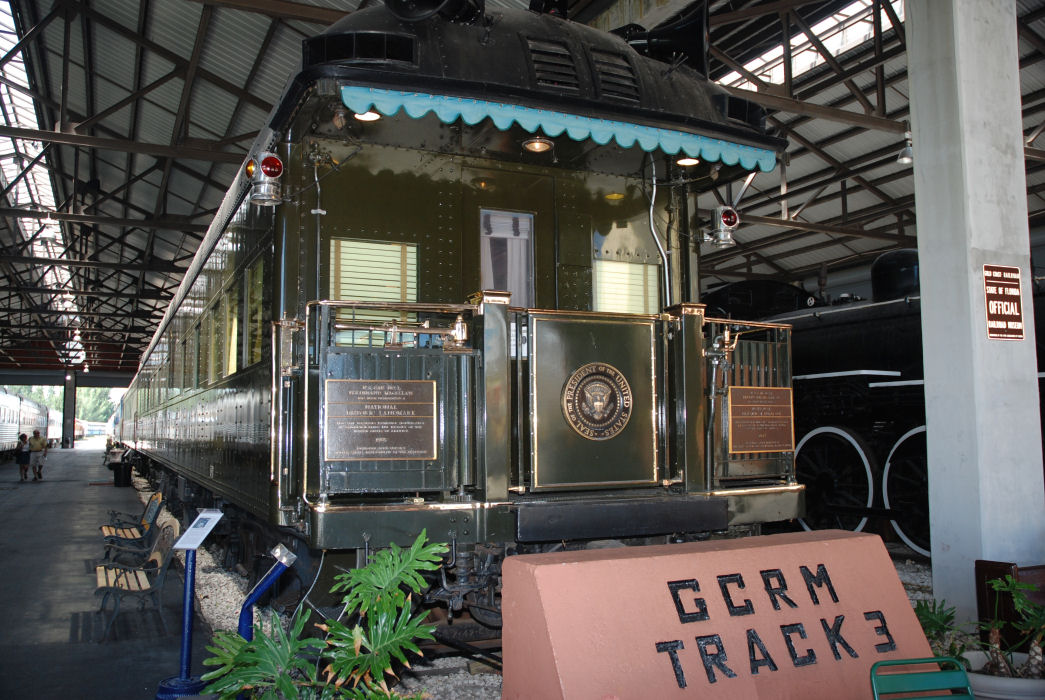
Le wagon Ferdinant Magellan en 2007.

Plusieurs présidents ont voyagé par chemin de fer. Abraham Lincoln n'a jamais apprécié le wagon United States, construit en 1865 exclusivement pour son usage ; il critiquait en effet son opulence. Le Ferdinant Magellan (en) était une voiture comprenant lieu de vie et bureau, attribuée au président entre 1943 et 1958 (il est actuellement exposé au Railroad Museum Gold Coast de Miami).
Une légende voulait qu'une voie située en dessous de l'hôtel Waldorf-Astoria de New York accueillait un train présidentiel. En réalité, la voiture qui était enregistrée sur la voie 61 du Grand Central Terminal était simplement un fourgon à bagages dévolu à l'entretien.

## Sources
- (en) Cet article est partiellement ou en totalité issu de l’article de Wikipédia en anglais intitulé « List of official vehicles of the President of the United States » (voir la liste des auteurs).